# Hedon (poppodium)

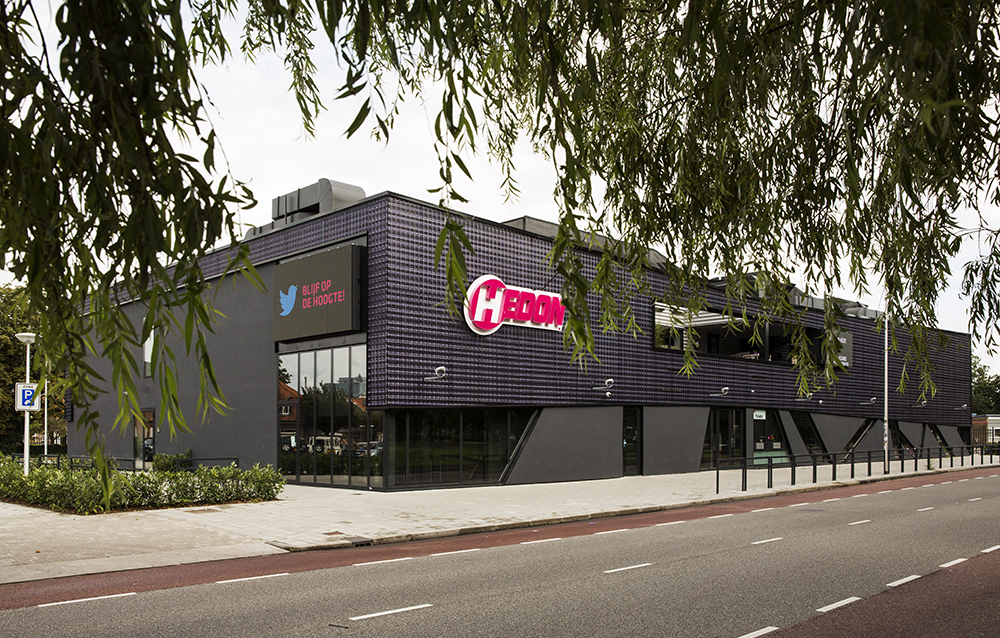
Hedon

Hedon is een poppodium in de stad Zwolle en is opgericht in 1973. In 1996 vond Hedon samen met Popfront onderdak in gebouw De Branie aan de Burgemeester Drijbersingel, waar begin 2014 een gloednieuwe locatie opende. Hedon ontving in 2005 en 2012 door de VNPF (Vereniging Nederlandse Poppodia en Festivals) de prijs voor Beste Poppodium. In 2015 ontving directeur Anne Riemersma de prijs voor beste directeur van een poppodium van de VNPF.
Hedon beschikt over twee zalen, zeven oefenruimtes, een ruim backstage café en een inpandig loading dock. Door de verbouwing is de capaciteit van de grote zaal gegroeid van 500 naar 850 bezoekers en beschikt de kleine zaal over een capaciteit van 200 bezoekers. Dankzij de grotere capaciteit van de grote zaal heeft Hedon in het eerste jaar al namen weten te strikken als Marco Borsato, Limp Bizkit, UB 40 en Machine Head. De kleine zaal biedt ruimte voor opkomende en lokale acts. Daarnaast werkt Hedon actief aan een nachtprogrammering en weet het met een eigen danceprogrammeur ook op dancegebied steeds grotere acts te boeken. 
Sinds 2014 wordt ook Kunstbende Overijssel geïnitieerd vanuit Hedon. Daarnaast biedt het podium ook zijn eigen bandcontest met Stairway To Hedon.  